# Donaustadt (Wien)
Donaustadt ( [ˈdoːnaʊ̯ˌʃtat] ?) er den 22. af Wiens 23 bydele (bezirke).
48°13′05″N 16°28′59″Ø / 48.218°N 16.483°Ø